# Збіґнєв Венцель
Збі́ґнєв Таде́уш Ве́нцель (пол. Zbigniew Tadeusz Wencel, *29 вересня 1913, Станиславів,  Королівство Галичини та Володимирії⁣ — †14 січня 1986, Щецин, Польща) — польський футболіст, захисник. Чемпіон Львівського окружного футбольного союзу та Станиславівського окружного футбольного союзу в складі «Ревери», володар кубка Станіславської області.

## Спортивна кар’єра
Народився 1913 року в Станиславові. Вихованець місцевого польського спортивного товариства «Сокул». Навесні 1929 року став членом найсильнішого футбольного клубу Станиславівщини міжвоєнної доби «Ревера». У 1936 році Збіґнєва Венцеля запросили до легендарної львівської «Погоні». В її складі провів один сезон в чемпіонаті Польської ліги. Навесні 1937-го повернувся до рідної «Ревери», за яку виступав ще два з половиною роки. Протягом 1937-1939 років запрошувався до лав збірної Станиславівського воєводства, яка захищала честь краю у турнірах на Кубок президента ІІ Польської Республіки. 
Після радянської анексії західноукраїнських земель Збіґнєв Венцель на початку 1940-х виступав за станіславське «Динамо». У його складі здобув прем'єрний кубок Станіславської області з футболу (1940 р.).  
Активну футбольну кар'єру завершив у повоєнний час в польському клубі АЗС «Щецин». 